# 友愛会
友愛会（ゆうあいかい）は、大正元年の日本で結成された労働者の相互扶助団体。日本の労働運動の源流とされる。
後の友愛会は日本労働総同盟（総同盟）と改組し、戦後は全日本労働組合会議（全労会議）、全日本労働総同盟（同盟）を経て、現在は労働組合ナショナルセンター日本労働組合総連合会（連合）である。

## 設立
1912年8月1日に鈴木文治ら15名が集まって組織された。鈴木文治がクリスチャンであったことから、キリスト教（ユニテリアン派）の精神に立脚していた。また、渋沢栄一からの援助も受けており、結成当時は労働者同士の相互扶助が目的で、性格は共済組合（フレンドリー・ソサイエティ）であり、現在言われているような労働組合ではなかった。11月3日機関紙『友愛新報』創刊。一年後には会員数は1326名となった。
当時の男性労働者には、任侠肌で浪費や遊蕩を好むといった「男らしさ」を至上の価値観とする対抗文化が形成されており、社会から疎外される階級となっていた。友愛会は労働者の地位向上のためには、労働者自らが刹那的で傍若無人な態度を改め、一般社会と価値基準を共有し社会規範に則った生活を実践する事で蔑視の対象から脱するべきとする修養主義を唱えた。
修養主義がどの程度労働者に受容されたかは定かではないが、大戦景気の終了とともに貧困の波が労働者を襲うようになると、その原因を個人の生活態度に還元することは困難となった。友愛会は第一次世界大戦の下で急増していた労働争議に多く関係し、次第にその性格を変更させ、労働組合としての性格が強くなり、1919年には大日本労働総同盟友愛会に、1921年には日本労働総同盟に改称された。

## 年表
- 1914年9月19日 - 第1回協議会で、会費の増額、職業紹介部の設置、職業別組合の組織などを決定した。
- 1915年
  - 4月26日 - 横浜支部および横浜海員部（海員組合の前身）は、連合発会式をおこなう。
  - 5月10日 - 緊急協議会で、米国の排日運動緩和のため鈴木会長の派米を決定し、6月19日、出発した。
- 1916年
  - 4月2日 - 最初の地方連合会である磐城連合会の結成、以後、1917年5月までに横浜・東京・神戸・大阪でも地方連合会を結成。
  - 4月10日 - 横浜海員支部の浜田国太郎が下級船員6000人の委任状を集め、日本郵船・大阪商船などに賃上げの嘆願状を提出（2割余の賃上げに成功した）。
  - 6月 - 婦人部を設置。
  - 8月1日 - 『友愛婦人』創刊。
- 1917年
  - 4月6日 - 創立5周年大会で、分会の廃止、婦人も正会員とするなどを決定した。
  - 5月 - 『社会改良』創刊。
  - 10月15日 - 秀英舎・日清印刷の印刷工が東京印刷工組合を結成、友愛会最初の職業別組合、11月14日発会式。
- 1918年10月10日 - 東京鉄工組合創立総会、理事長山口政利、理事松岡駒吉ら6人。
- 1919年
  - 3月10日 - 治警法17条撤廃臨時集会を開催した。このころ地方支部で労働組合の公認・普選を要求する運動がさかん。
  - 4月13日 - 関西労働同盟会を結成。

### 大日本労働総同盟友愛会
- 1919年
  - 8月30日 - 7周年大会で大日本労働総同盟友愛会と改称し、理事の合議制、会長の公選などを決定した。
  - 12月2日 - 日立連合会壊滅、麻生久参照。

### 日本労働総同盟
- 1919年、日本労働総同盟に改組。